# Out of the Dark (film, 2014)
Pour les articles homonymes, voir Out of the Dark.
Pour plus de détails, voir Fiche technique et Distribution.
Out of the Dark est un thriller surnaturel espagnol de 2014 avec Julia Stiles, Scott Speedman et Stephen Rea. La coproduction hispano-colombienne indépendante est réalisée par Lluís Quílez sur la base d'un scénario d'Alex Pastor, David Pastor et Javier Gullón. Le tournage a eu lieu en Colombie entre avril 2013 et juillet 2013, après quoi il est entré en post-production. Le film a été présenté en première au Fantasy Filmfest en Allemagne le 27 août 2014.
Le film suit un couple américain qui déménage en Colombie et découvre qu'ils habitent une maison hantée.

## Synopsis
En 1992, le Dr Andres Contreras Sr. se prépare à abandonner un domaine à Santa Clara, en Colombie. Il tente de graver un certain nombre de fichiers, les rangeant dans le monte-charge lorsqu'il entend des bruits dans la maison. Au deuxième étage, il est poursuivi par ce qui semble être un groupe d'enfants, tombant vers sa mort lorsqu'il est poussé du balcon.
Vingt ans plus tard, Sarah et Paul Harriman quittent le Royaume-Uni pour Santa Clara avec leur fille Hannah. Sarah sera la nouvelle directrice d'une papeterie appartenant à son père, Jordan. Ils emménagent dans le domaine, qui appartient à l'entreprise. La petite famille adore l'endroit, même si Hannah est effrayée par le monte-plat ouvert dans le mur de sa chambre.
Peu de temps après leur arrivée, Sarah et Paul assistent à un dîner lors de la soirée d'ouverture du festival Los Niños Santos, laissant Hannah aux soins de sa nounou, Catalina. Des événements étranges commencent à se produire autour du domaine, et une Hannah endormie est réveillée par la porte du monte-charge qui s'ouvre en claquant. Voyant son jouet en peluche préféré, Hannah grimpe dans le monte-charge pour le récupérer, se retrouvant piégée.
En arrivant à la maison, Sarah et Paul découvrent Hannah, malade et développant une éruption cutanée. Catalina mentionne, mal à l'aise, qu'elle croit qu'il y avait un fantôme dans la maison et qu'elle est renvoyée par Paul. Le lendemain, Hannah souffre, son éruption cutanée s'aggrave et le couple accepte de ramener Hannah au Royaume-Uni pour des soins médicaux appropriés.
Cette nuit-là, alors qu'une tempête se prépare, des enfants qui portent des bandages tachés et sales apparaissent et kidnappent Hannah, l'emmenant à travers la jungle. La police est sceptique quant au récit de Sarah et Paul, et un Paul frustré cherche Catalina, désespéré de trouver des réponses.
Catalina emmène Paul à l'église où il voit l'un des enfants, suivant le garçon jusqu'à un bidonville où il retrouve les parents d'un garçon qui a mystérieusement disparu il y a 20 ans. Avant sa disparition, l'enfant présentait les mêmes symptômes qu'Hannah. Pendant ce temps, Sarah remarque un dessin qu'Hannah a fait du monte-charge et enquête. En tombant au fond du puits, elle découvre les dossiers de plusieurs enfants morts d'un empoisonnement au mercure.
Séparément, Sarah et Paul se dirigent vers l'ancienne papeterie où ils se rencontrent et recherchent Hannah. Jordan les aide dans leur recherche, rampant à travers un tuyau pour être confronté aux enfants, qui commencent à retirer les bandages couvrant leurs éruptions cutanées ressemblant à des brûlures. Il est attaqué par les enfants parce qu'il a caché les cadavres au lieu d'informer la police et les familles des enfants de leur mort. Il voit alors Hannah et se dirige vers lui.
Berçant sa petite-fille, des filets de mercure émergent de ses éruptions cutanées et sont absorbés par le corps de Jordan. Entouré des enfants, le mercure ruisselant de leur corps, il meurt. Hannah se réveille, maintenant en bonne santé, dans les bras de sa mère.
Au fil du générique, les enfants jouent dans une école nommée d'après le bidonville dans lequel les enfants disparus vivaient. Hannah est étudiante et Catalina est maintenant enseignante.

## Fiche technique
- Titre : Out of the Dark
- Réalisation : Lluís Quílez
- Scénario : Javier Gullón, David Pastor et Àlex Pastor
- Musique : Fernando Velázquez
- Photographie : Isaac Vila
- Montage : Bernat Vilaplana
- Production : Andrés Calderón, Cristian Conti et Enrique López Lavigne
- Société de production : Apaches Entertainment, Cactus Flower Producciones, Dynamo, Fast Producciones, Imagenation Abu Dhabi FZ, Participant et XYZ Films
- Société de distribution : Vertical Entertainment (États-Unis)
- Pays :  Espagne,  États-Unis,  Émirats arabes unis et  Colombie
- Genre : Horreur et thriller
- Durée : 92 minutes
- Dates de sortie : 
  - Allemagne : 27 août 2014 (Fantasy Filmfest)
  - États-Unis : 27 février 2015

## Distribution
- Julia Stiles : Sarah Harriman
- Scott Speedman : Paul Harriman
- Stephen Rea : Jordan
- Pixie Davies : Hannah Harriman
- Vanesa Tamayo : Catalina
- Alejandro Furth : Dr. Andres Contreras Jr.
- Alvaro García Trujillo : Marañón
- Elkin Díaz : Dr. Andres Contreras Sr.

## Accueil
Le film a reçu un accueil défavorable de la critique. Il reçoit une note moyenne de 33 % sur Metacritic.